# Iotrochota membranosa
Iotrochota membranosa är en svampdjursart som först beskrevs av Eugen Johann Christoph Esper 1794.  Iotrochota membranosa ingår i släktet Iotrochota och familjen Iotrochotidae. Inga underarter finns listade i Catalogue of Life.